# Villa Rosebery
La villa Rosebery, qui se trouve sur la colline de Pausilippe, à Naples, est un palais napolitain, et depuis 1957, l'une des trois résidences officielles du président de la République italienne.

## Historique
La villa fut construite en 1801 comme résidence de campagne par l'officier autrichien Josef de Thurn, puis fut achetée par la princesse de Gerace et son fils Agostino Serra di Oristano qui la transformèrent en une élégante résidence d’apparat avec le travail des architectes Stefano et Luigi Gasse. Elle comprend un parc de plus de 6 hectares qui descend en pente douce vers la mer. 
En 1857 la villa fut achetée par Louis de Bourbon-Siciles, amiral de la Marine royale des Deux-Siciles, et la villa prit l'appellation de « la Brasiliana » (« la Brésilienne ») en honneur de l'épouse de Luis qui était la sœur de l'empereur du Brésil. 
Après l'exil de Luis en France en 1860 pour les vicissitudes du Risorgimento, la villa fut vendue au banquier français Gustave Delahante, puis à Archibald Philip Primrose 5e comte de Rosebery, homme politique britannique qui s'était retiré de la vie publique.
Ensuite Lord Rosebery donna la villa à la Couronne britannique en 1909, et la villa Rosebery devint siège des ambassadeurs britanniques jusqu'à 1932 quand elle fut donnée à l'État italien qui en fit une résidence estivale royale.
Dans la villa en 1934 naquit la princesse Maria Pia la fille de Humbert de Savoie et de la princesse Marie-José et la villa fut renommée "villa Maria Pia".
En 1944 pendant la lieutenance générale du Royaume du fils Humbert de Savoie, Victor-Emmanuel III et la reine Hélène s'établirent dans la villa Maria Pia jusqu'à leur départ pour l'exil en 1946.
Avec l'instauration de la République italienne, le bâtiment reprit le nom de « villa Rosebery » et devint, en 1957 l'une des résidences officielles du président de la République italienne. Celui-ci y séjourne en villégiature ou lorsqu'il doit visiter Naples et sa région. La villa est parfois sollicitée pour accueillir des rencontres diplomatiques auxquelles doit prendre part le chef de l'État italien.